# Tomáš Košický
Tomáš Košický (* 11. března 1986, Bratislava, Československo) je slovenský fotbalový brankář, od léta 2017 bez angažmá. Jeho fotbalovými vzory jsou Gianluigi Buffon a Petr Čech.
Na svém kontě má jeden start ve slovenském národním týmu (v roce 2013).

## Klubová kariéra
Od dětství hrál za Polygraf Bratislava, v jedenácti letech přešel do mládežnických týmů Interu Bratislava.
Pozorovatelé z klubu Calcio Catania jej viděli v akci v utkání slovenské reprezentace U21 a přestože inkasoval čtyři góly, dokázal je zaujmout. V únoru 2008 byl týden v Itálii, aby si prohlédl nové působiště. Podepsal čtyřletou smlouvu platnou od 1. července 2008 (bez asistence agenta). Inter Bratislava mu nabídl prodloužení smlouvy, ale hráči se už rýsovala dohoda s italským klubem. Ve své první sezóně v Catanii byl až třetím brankářem za Albano Bizzarrim a Ciro Politem.
V červnu 2012 přestoupil do druholigového klubu Novara Calcio a v červenci 2014 pak přestoupil do řeckého klubu Asteras Tripolis FC.. S Asterasem si zahrál v základních skupinách Evropské ligy 2014/15 a 2015/16. Část sezóny 2015/16 musel vynechat kvůli zdravotním problémům a od prosince 2015 dostával přednost jeho italský konkurent Antonio Donnarumma, bratr Gianluigiho Donnarummy. V červnu 2017 v klubu skončil a stal se volným hráčem.

## Reprezentační kariéra
Košický byl členem slovenské reprezentace do 21 let.
19. listopadu 2013 debutoval v A-mužstvu Slovenska pod trenérem Jánem Kozákem v přátelském utkání proti Gibraltaru, které mělo dějiště v portugalském Algarve ve městě Faro a bylo vůbec prvním oficiálním zápasem Gibraltaru po jeho přijetí za 54. člena UEFA v květnu 2013. V zápase udržel čisté konto, přesto se zrodila překvapivá remíza 0:0, za slovenský výběr nastoupili hráči z širšího reprezentačního výběru a také několik dalších debutantů.